# François-Michel Durand de Distroff
Pour les articles homonymes, voir Durand.
François-Michel Durand, chevalier, seigneur de Distroff, né le 19 mai 1714 à Thionville et mort le 5 août 1778 au Ban-Saint-Martin, est un haut fonctionnaire français, successivement avocat, conseiller au parlement de Metz, diplomate et agent secret. 

## Biographie
D’une famille de légistes, fils, petit-fils et neveu de conseillers au parlement de Metz, Durand était fils de François-Benoît Durand de Distroff, conseiller au parlement de Metz, et de Marie-Thérèse de Launoy de Montagny.
Doué d’une excellente mémoire, d’une volonté ferme et d’une grande intelligence, il bénéficia dès son enfance des traditions de science et d’amour de l’étude de sa famille. Envoyé par son père apprendre le droit à l’université de Pont-à-Mousson, il y fit de rapides progrès et fut reçu avocat au parlement de Metz, le 25 mai 1739. Le 5 septembre 1740, il succéda à son père dans la charge de conseiller au parlement de Metz. Il était fils, petit-fils et neveu de conseillers en cette cour souveraine, et la charge dont il fut pourvu avait été, depuis soixante ans, occupée successivement par son grand-père et par son père.

### Parlement de Metz
La sagacité de son jugement, la finesse de son esprit, son caractère conciliant, le désignèrent bientôt au choix de ses collègues pour représenter les intérêts du parlement de Metz dans les luttes continuelles qu’il eut à soutenir contre les différents pouvoirs publics représentés dans les villes de son ressort. Ainsi, lorsque le parlement refusa d’admettre au serment de fidélité que devaient prêter devant le parlement de Metz les chanoines des églises des Trois-Évêchés de Metz, Toul et Verdun, un chanoine de la cathédrale de Metz du nom de Destran, parce que son brevet de nomination ne lui parut pas régulier, le chapitre de la cathédrale procéda, sans tenir compte de cette décision, à l’installation du nouveau chanoine. Le parlement crut devoir ordonner la saisie du temporel du canonicat, mais le chapitre fit agir des influences qui empêchèrent l'exécution de cet arrêt. Les différentes chambres du parlement s'étant assemblée, il fut décidé qu’une commission, dont fit partie Durand de Distroff, serait chargée de porter à la connaissance du roi les doléances des magistrats dont l’autorité était aussi ouvertement méconnue. Louis XV vit dans l’exercice de ce droit une attaque contre le clergé et donna tort au parlement, poussant même la rigueur jusqu’à envoyer des lettres de cachet à tous les délégués de la cour. Durand reçut l’ordre de se rendre à Autun.
À peine rappelé d’un exil qui dura trois mois, Durand de Distroff se rendit à Paris, afin de soutenir, avec succès, près du roi et du garde-des-sceaux un règlement pour le parquet, proposé par le parlement, et auquel les membres du ministère public refusaient de donner leur adhésion, ce pour quoi la Compagnie le remercia. Pendant son séjour à Paris, il travailla, en outre, sans en être chargé, à réconcilier avec le parlement de Metz l’évêque de Metz dont l’épiscopat avait été marqué par une lutte continuelle avec le parlement. Ce prélat, désireux de recouvrer et même d’augmenter les prérogatives dont jouissaient ses prédécesseurs, au temps de l’indépendance des Trois-Évêchés, avait fait de nombreuses tentatives pour se constituer en quelque sorte prince souverain et était entré en conflit avec le parlement municipal lorsqu’il avait tenté, en tant que prince du Saint-Empire romain germanique, de prendre la qualité de comte de Metz. Le parlement, dont la création avait eu précisément eu pour but de rattacher progressivement la province des Trois-Évêchés à la France, étant trop jaloux de ses droits et de son autorité pour tolérer aucun empiétement, une guerre intestine éclatait en toute occasion. Durand sut, à Metz, si habilement s’entremettre, à Paris, si adroitement faire agir les influences qui pouvaient déterminer soit le parlement, soit l’évêque, qu’il obtint le résultat le plus complet, et que la Compagnie se décida à rendre visite à Mgr de Saint-Simon chez lequel « aucun de Messieurs n’était allé depuis plus de dix ans. » Le chancelier d’Aguesseau écrivit, à cette occasion, au premier président du parlement pour indiquer qu’il lui savait « d’avoir contribué par ses soins au succès des mesures prises à ce sujet. »

### Diplomate
Ces diverses missions ayant fait apprécier les qualités diplomatiques de Durand, celui-ci fut au nombre des diplomates envoyés aux négociations de paix ouvertes à Aix-la-Chapelle le 24 avril 1748 et qui devaient se terminer, le 18 octobre, avec le traité d'Aix-la-Chapelle mettant fin à la guerre de Succession d'Autriche et dans lequel Louis XV, pourtant dans la situation la plus favorable, renonçait à ses conquêtes (Pays-Bas, Savoie, Nice).
À peine ce traité définitif signé par toutes les parties belligérantes, Durand fut chargé d’une mission en Angleterre, le séjour qu'il avait fait à Aix-la-Chapelle les pourparlers, ayant déterminé le choix du roi par « la preuve qu’il y a donnée de ses talents, de sa sagesse et de son zèle » écrivait le ministre des affaires étrangères au duc de Bedford. À partir de cette époque, les nombreuses missions diplomatiques dont il fut chargé ne lui permirent plus d’assister que rarement aux audiences du Parlement de Metz même s'il conserva, jusqu’en 1765, sa charge de conseiller qui passa alors à Philippe-Auguste Goullet de Rugy, après avoir été pendant quatre-vingt-cinq ans dans la famille Durand.
Durand eut ordre de renouer les relations diplomatiques interrompues entre les deux pays depuis la dernière guerre ainsi que de combattre les motifs qui poussaient l’Angleterre, qui éprouvait déjà des regrets d’avoir consenti à la paix, à recommencer la guerre afin d’entraver les progrès du commerce français, l’état prospère de ses colonies et leur extension. Ses négociation permirent à la politique de la paix de l’emporter encore pour quelque temps et les deux pays échangèrent des ambassadeurs.

### Agent secret
Comme le roi de Pologne, Auguste III, électeur de Saxe, préférait le séjour de la Saxe à tout autre, le comte de Broglie, ambassadeur de France, était obligé de résider près de lui à Dresde. Voulant avoir un représentant dans la ville même de Varsovie, Louis XV choisit Durand pour suppléer l’ambassadeur puis le remplacer,. Il avait pour mission de poursuivre l’œuvre de reconstitution de la Pologne, où chaque règne était souvent l’occasion de rivalités qui ensanglantaient le pays à cause du caractère électif du gouvernement polonais, cause perpétuelle d’anarchie. Le comte de Broglie avait entrepris de soustraire cet État sans frontières, qui représentait une riche et facile conquête pour de puissants voisins experts en politique d’annexions et impatients d’agrandir leur territoire, à la domination de la Russie en lui rendant assez de force et de considération pour pouvoir résister aux efforts des puissances voisines conjurées contre lui en vue de se partager ses vestiges. Ayant épousé une princesse polonaise, Louis XV se montrait plus encore favorable que ses prédécesseurs à la cause de la Pologne, aux affaires de laquelle il avait pris, dès sa jeunesse, un vif intérêt, prédilection naturelle d’autant plus augmentée qu'il nourrissait le secret espoir d’y faire élire, à la mort d’Auguste III, son cousin le prince de Conti, au trône.

### Indépendance de la Pologne
Avant l’arrivée de Durand, le comte de Broglie avait organisé un parti confiant dans la protection de la France, dirigé par le comte Branicki, que sa position de Grand-Général du royaume rendait l’un des personnages les plus importants du pays. La cour même avait fini par adhérer aux vues du ministre français et toutes les faveurs, tous les emplois étaient accordés sur sa recommandation aux seuls partisans de l’indépendance. Durand ne négligea rien pour augmenter la force et l’influence de ce parti. Il gagna l’amitié de Branicki et bientôt, l’estime de la noblesse polonaise. Avec les subsides de la France, il contribua à organiser une confédération de l’élite de la nation qui, pourvue d’armes et de munitions, était prête, au moindre signal, à s’unir et à secouer le joug de la Russie. Il ne s’était pas contenté de favoriser un soulèvement à l’intérieur, il avait encore assuré à la cause qu’il défendait une importante alliance. Par ses entretiens avec l’ambassadeur turc, à Varsovie, et en combinant ses efforts avec ceux du comte de Vergennes, ambassadeur de France à Constantinople, il décida la Turquie à faire cause commune avec les patriotes polonais. On pouvait compter, en outre, sur tous les mécontents de la nation cosaque, soulevés par quelques anciens compagnons d’Ivan Mazepa, le chef des révoltés d’Ukraine, et on n’était pas sans espoir d’armer les Hongrois pour neutraliser, s’il le fallait, l’action de l’Autriche.
Tous ces moyens réunis allaient voir le succès de l’œuvre commencée par le comte de Broglie et continuée par Durand lorsqu’un changement dans la politique générale de l’Europe vint anéantir toutes les espérances d’indépendance de la Pologne. Un revirement complet dans les alliances des principales nations fit abandonner à la France une politique vieille de deux siècles pour devenir l’alliée de l’Autriche et de la Russie, tandis que la Prusse devenait celle de l’Angleterre. Avec la guerre de Sept Ans qui en résulta, les États héréditaires d’Auguste III de Saxe, roi de Pologne, furent le théâtre des premiers combats. Soixante mille Prussiens les envahirent. Aussitôt la Russie annonça l’intention de les en chasser et mit en campagne une nombreuse armée. Durand comprit que c’en était fait du parti de l’indépendance, si ces troupes pénétraient en Pologne. Sa correspondance, à cette époque, témoigne de tous les efforts qu’il fit pour les empêcher d’y entrer. Il était persuadé que les Russes ne se contenteraient pas, pour se rendre en Saxe, de traverser la Pologne, mais qu’ils y resteraient, et que leur occupation ne serait qu’une conquête déguisée. Ces tristes prévisions ne tardèrent pas à se réaliser : cent mille Russes livrèrent plusieurs batailles au roi de Prusse, sans amener la délivrance de la Saxe. Prenant alors prétexte de ce que le but de la guerre n’était pas atteint pour rester en Pologne, et se trouvant sans argent et dépourvus de tout, ils y vécurent de pillage, comme en pays conquis. Les Polonais opprimés demandèrent des secours, leurs députés protestèrent contre les envahissements de la Russie. Ils ne furent entendus nulle part. La France elle-même resta sourde à leur appel et cessa dès lors de leur venir en aide, laissant par là-même échapper de ses mains l'équilibre qu’elle maintenait dans les pays du Nord et les États d’Allemagne.
Toutefois, si la France renonçait officiellement à soutenir les Polonais, le roi leur continuait sa protection personnelle par l’intermédiaire du secret du Roi, ce cabinet noir qui menait une politique en parallèle du ministère des Affaires étrangères,,. Pendant toute la durée de son séjour en Pologne, 
Durand prit donc part à la correspondance secrète, et agit toujours, malgré les difficultés de sa position, à la plus grande satisfaction du roi. Ainsi, tandis qu’il recevait du ministère l’ordre « de réconcilier toutes les haines, d’apaiser tous les murmures, et de faire concourir tous les Polonais aux vues de la Russie et aux seuls intérêts de leur roi », Louis XV continuait à lui envoyer des fonds pour soutenir les patriotes dans l’espoir de recouvrer leur indépendance. Durand ne cessa de les seconder, autant que le lui permettaient les faibles secours dont il disposait mais, après six années de travaux, il eut la douleur de voir l’édifice qu’il avait avec tant de peine contribué à élever, tout prêt à s’écrouler. Lorsqu’on le rappela à Paris, il partit avec le sentiment de la fin prochaine du royaume de Pologne.

### Garde du dépôt des Affaires étrangères
Pour le récompenser de ses services, Louis XV le nomma garde du dépôt des Affaires étrangères, charge importante, qui mettait à sa disposition tous les documents diplomatiques du royaume, ce dont il profita pour réaliser un projet qu’il méditait depuis longtemps. Témoin de tous les désastres que l’Angleterre avait causés à la France pendant les dernières guerres, et profondément dévoué à son pays, il songeait à le venger un jour de ces humiliations. S’étant, au cours de ses dernières missions, procuré, dans ce dessein, tous les renseignements qui pouvaient l’éclairer sur la situation de l’Angleterre et sur les moyens les plus propres à lui porter un coup décisif, sa nouvelle position au ministère des Affaires étrangères lui permit d’approfondir davantage cette question. Ayant trouvé dans le déplorable traité de Paris, qui avait mis fin, en 1763, à la guerre de Sept Ans, l’occasion de soumettre au roi le projet qu’il avait conçu. Avec la franchise dont il ne craignit jamais d’user à l’égard du souverain, il blâma hautement les conditions au prix desquelles la paix avait été achetée pour faire accepter avec plus de faveur les moyens qu’il convenait de prendre, en temps opportun, pour obtenir une éclatante revanche. Après avoir d’abord cherché à excuser sa politique,  Louis XV écrit, dans sa correspondance secrète de cette époque : « Durand témoigne un peu trop que la paix que nous venons de faire n’est pas bonne ny glorieuse, personne ne le sent mieux que moy. Si nous avions continué la guerre, nous en aurions fait encore une pire l’année prochaine. »

### Projet de descente en Angleterre
Une descente en Angleterre, effectuée avec le concours des forces de la France et de l’Espagne, formait la base du projet de Durand pour s’opposer, selon l’expression de Louis XV, à l’ambition et à l’arrogance de la nation anglaise. L’Angleterre, dit-il, en exposant son système, a été souvent conquise par des étrangers. Si les citoyens de Londres, que la guerre enrichit et qui la désirent, voyaient encore de près les horreurs qu’elle entraine après elle, si la France s’appliquait à faire tomber ses coups sur la fortune même des particuliers, dans un gouvernement où leurs plaintes ont tant d’influence, on mettrait bientôt aux abois ce peuple commerçant. Louis XV accueillit avec une faveur marquée ce projet auquel il attachait une telle importance qu’il redoubla encore le mystère dont il aimait à s’entourer, quand il traitait des affaires de l’État, en parlant souvent dans sa correspondance secrète : « M. Durand, le comte de Broglie m’ayant rendu compte de l’idée que vous lui avez fait naître sur les moyens les plus propres à emploier, pour s’opposer à l’ambition et à l’arrogance de la nation anglaise, j’ay approuvé les plans qu’il m’a proposés à cet égard ».
La seconde partie du plan de Durand prévoyait que pendant qu’une armée débarquerait sur les côtes de la Grande-Bretagne, les escadres combinées de la France et de l’Espagne ménageraient, en même temps, une utile diversion dans ses colonies. Selon lui, à la différence de la France et l’Espagne, sa marine était vitale à la défense de l’Angleterre, dont elle ne pouvait s'éloigner sans le plus grand danger. La France et l’Espagne ne pouvaient donc que gagner à agir offensivement dans les colonies pour forcer l’Angleterre à éloigner de la métropole une partie de ses escadres pour ensuite l’attaquer avec succès. Le projet de descente en Angleterre devint bientôt une des préoccupations de Louis XV, qui envoya Durand, comme représentant à Londres, pour le mettre en situation de poursuivre plus facilement l’étude de son projet, en chargeant le marquis de La Rozière, de reconnaitre les côtes de France et d’Angleterre, de chaque côté du détroit qui les sépare, et d’en lever des plans détaillés.
Dans son nouveau poste, Durand fut d’abord chargé de calmer le chevalier d'Éon, secrétaire de l’ambassade française, après la querelle, qui fit beaucoup de bruit, qui l’opposa au comte de Guerchy, ambassadeur de France en Angleterre. Il inspirait à Louis XV de grandes inquiétudes, parce que, dépositaire de secrets d’État importants, il menaçait de les dévoiler, si le roi ne lui donnait pas raison contre l’ambassadeur. Durand, qui exerçait un grand ascendant sur l’impétueux chevalier, passa en Angleterre et calma d’Éon, qui fut depuis un serviteur dévoué. Il s’appliqua surtout à rechercher le parti que pourrait tirer la France de l’agitation croissante qui régnait dans les colonies anglaises d’Amérique. Durand avait saisi la portée des symptômes annonciateurs de la prochaine indépendance des États-Unis qui se manifestaient de toute part. Il avait ainsi prévu, dix ans à l’avance, la déclaration d’indépendance des États-Unis car les hommes les plus influents de ce pays, espéraient tous, à ce moment, que, moyennant quelques concessions libérales de la mère patrie, la séparation n’aurait pas lieu. Un tel développement correspondait au plus grand désir de Durand, qui pensait que, tandis que l’Angleterre serait obligée d’employer une partie de ses forces à faire respecter son autorité en Amérique, la France trouverait un moment opportun pour opérer un débarquement sur ses côtes.
Durand n’eut pas l’occasion de voir s’accomplir l’événement qu’il attendait car à la proclamation de son indépendance par les États-Unis, lorsque la France, entraînée par les discours de Franklin, allia sa cause à celle des Américains et déclara la guerre à l’Angleterre, les ministres de Louis XVI examinèrent le projet de descente et, tout en l’approuvant, n’osèrent le mettre à exécution. Ce projet qui donnait au ministère des notions fort utiles sur l’Angleterre, ses colonies et la situation de l’Amérique, eut au moins l’avantage de faire connaitre Durand et de contribuer à le placer très haut dans l’estime du roi et des hommes d’État de son temps.

### Ministre plénipotentiaire à Vienne
Quelques mois après son retour d’Angleterre, Durand fut nommé ministre plénipotentiaire à Vienne. La mission qu’il eut tout d’abord à remplir, en cette qualité, est de faire connaitre au roi le caractère et les gouts de l’archiduchesse Marie-Élisabeth d’Autriche, sœur de la dauphine Marie-Antoinette, que Louis XV, alors âgé de 60 ans, avait conçu le projet bizarre d’épouser. Durand ne venait pas seulement représenter la France en Autriche, ses instructions lui prescrivaient encore de tenter un dernier effort en faveur de la cause de la Pologne. Dès son arrivée à Vienne, il eut la direction de toutes les affaires des Confédérations polonaises, et c’est à lui que durent s’adresser les chefs et les particuliers, lorsqu’ils avaient des avis à demander ou des propositions à faire. On lui adjoignit, pour le seconder, un officier célèbre, à divers titres, le capitaine Dumouriez.
Durand ne négligea rien pour assurer le succès de sa double mission. Tandis qu’en Pologne, une armée de dix mille hommes, placée sous les ordres de Dumouriez, se formait par ses soins, tandis que la résistance s’organisait de toute part et que l’Autriche semblait y donner les mains, il arriva à pénétrer le mystère de la politique du prince de Kaunitz, découvrit l’accord existant entre les cours de Vienne et de Berlin, et dévoila le secret de leur machination, en vue du démembrement de la Pologne. Le traité conclu entre les trois puissances était à la veille de s’accomplir, lorsque Durand reçut l’ordre de se rendre en Russie, près de l’Impératrice Catherine II, ce qui le força d’assister au triomphe d’une politique qu’il avait toujours combattue. Peu après avoir résumé, vers la fin de l’année 1773, l’ensemble de ses observations sur la Russie, pendant les deux premières années de son séjour, dans un mémoire écrit, il sentit les atteintes du mal auquel il devait succomber, et demanda, quelque temps après, son rappel en France, parce qu’il craignait de ne plus pouvoir assez bien remplir son mandat. La mort de Louis XV et les contretemps accompagnant les commencements d’un nouveau règne, compliquèrent son retour, mais dès que les circonstances lui en fournirent le moyen, Louis XVI le rappela et l’admit en son conseil. La maladie le lui laissa guère le loisir de profiter de cette nouvelle distinction qui couronnait sa carrière.

### Conseiller du roi
Les hautes positions qu’il avait successivement occupées, les distinctions honorifiques qu'il avait reçu n’avaient pas altéré la simplicité de ses manières. Accessible à tous, chaque fois qu’il revenait dans sa terre de Distroff, c’était pour s’enquérir des infortunes à soulager, des misères à secourir, faisant le bien d’autant plus généreusement que, célibataire, il pouvait plus librement disposer de sa fortune. À plusieurs reprises, après avoir épuisé tous ses revenus à nourrir, pendant des années de disette, les pauvres, il se défit, pour subvenir à leurs besoins, des riches présents qu’il devait à la faveur royale et à l’estime des souverains près desquels il avait vécu. Non content de travailler lui-même, il se plaisait à encourager le travail chez les autres, en protégeant les savants malheureux, en favorisant la publication des ouvrages utiles. Il mourut sans laisser d'enfants, ayant institué sa nièce, la baronne du Coëtlosquet, née Lasalle, sa légataire universelle. Conformément à ses désirs, son corps fut enterré dans l’église Saint-Simon de Metz, et son cœur déposé dans l'église de Distroff.

## Sources
- Louis de Lomas, Éloge de François-Michel Durand de Distroff, ancien avocat au parlement de Metz, Metz, Nouvian, 1869, 31 p. (lire en ligne).
- Emmanuel Michel, Biographie du Parlement de Metz, Metz, Nouvian, 1855, 653 p. (présentation en ligne), p. 144.